# Put It in a Love Song
„Put it In a Love Song“ je píseň americké R&B zpěvačky-skladatelky Alicia Keys. Píseň pochází z jejího čtvrtého studiového alba The Element of Freedom. Produkce se ujal producent Swizz Beatz. S touto písní jí vypomohla americká R&B zpěvačka Beyoncé.